# Spousta andělů
Spousta andělů je debutové album české zpěvačky Anety Langerové, které vyšlo v roce 2004.
Album vydala zpěvačka u společnosti BMG Music poté, co zvítězila v prvním ročníku soutěže Česko hledá SuperStar. Zajímavostí alba je, že píseň „Spousta andělů“ je coververze písně „I Hate Myself for Losing You“ americké zpěvačky Kelly Clarkson, vítězky prvního ročníku American Idol.

## Seznam skladeb
| Pořadí | Název                                    | Délka |
| ------ | ---------------------------------------- | ----- |
| 1.     | Skvělej nápad                            | 3:32  |
| 2.     | Spousta andělů                           | 3:28  |
| 3.     | Nahá noc                                 | 4:29  |
| 4.     | Delfín (první singl)                     | 3:54  |
| 5.     | Pár důvodů                               | 2:50  |
| 6.     | Nebe v loužích                           | 3:45  |
| 7.     | Když nemůžu spát                         | 3:56  |
| 8.     | Zvláštní zájem                           | 3:34  |
| 9.     | 17                                       | 3:18  |
| 10.    | Srdcotepec (čtvrtý singl)                | 3:49  |
| 11.    | You're a Creep                           | 3:09  |
| 12.    | Hříšná těla, křídla motýlí (druhý singl) | 4:23  |
| 13.    | Voda živá (třetí singl)                  | 3:57  |

## Obsazení
- Aneta Langerová – zpěv
- Ivan Král – kytara
- Peter Binder – kytara
- Jan Jakubec – baskytara
- Tomáš Brožek – bicí
- David Solař – syntezátory
- Daniel Hádl – syntezátory
- Naďa Wepperová – doprovodné vokály
- Dasha Sobková – doprovodné vokály